# Káldor (keresztnév)
A Káldor férfinév Vörösmarty Mihály névalkotása a A két szomszédvár című eposzban. Eredete ismeretlen, egyes feltevések szerint a kaldeus néptörzs nevéből származik.

## Gyakorisága
Az 1990-es években szórványos név, a 2000-es években nem szerepel a 100 leggyakoribb férfinév között.

## Névnapok
- május 19.[2]
- augusztus 27.[2]

## Híres Káldorok
- Káldor, kitalált szereplő Vörösmarty Mihály Két szomszédvár című eposzban